# Faustini Cove
Die Faustini Cove ist eine kleine Bucht an der Nordküste Südgeorgiens im Südatlantik. Sie liegt zwischen dem Fortuna-Gletscher und der Antarctic Bay.
Das UK Antarctic Place-Names Committee benannte sie 2009. Namensgeber ist der italienische Kartograph Arnaldo Faustini (1872–1944), der eine der ersten Karten von Südgeorgien angefertigt hatte.